# Ralf Falkenmayer
Ralf Falkenmayer (Francoforte sul Meno, 11 febbraio 1963) è un ex calciatore tedesco, di ruolo centrocampista.
Centrocampista difensivo, conta 385 presenze in Bundesliga con le maglie di Eintracht Francoforte e Bayer Leverkusen. Con l'Eintracht ha vinto la Coppa di Germania nel 1980-1981 e con il Bayer Leverkusen la Coppa UEFA nel 1987-1988 battendo nella doppia finale l'Espanyol ai tiri di rigore, pur fallendo il proprio tiro dal dischetto nella serie.
Con la nazionale tedesca occidentale conta 4 presenze tra il 1984 e il 1986. Ha partecipato al campionato d'Europa 1984 in Francia.

## Palmarès

### Club

#### Competizioni nazionali
- Coppa di Germania: 1

Eintracht Frankfurt: 1980-1981

#### Competizioni internazionali
- Coppa UEFA: 1

Bayer Leverkusen: 1987-1988